# سیارک ۲۰۶۸۷
سیارک ۲۰۶۸۷ (به انگلیسی: 20687 Saletore، نامگذاری:1999VQ60) بیست هزار و ششصد و هشتاد و هفتمین سیارک کشف شده‌است که در ۴ نوامبر ۱۹۹۹ کشف شد.
قدر مطلق سیارک برابر ۲۰٫۴ است.